# Мартинкявичюс, Арунас
Арунас Мартинкявичюс (лит. Arūnas Martinkevičius; Вильнюс) — литовский предприниматель, миллионер, один из самых богатых людей в Литве (считающийся 4-5-м по богатству человеком в Литве). Закончил Каунасский технологический университет, женат.
Арунас Мартинкявичюс — президент, единоличный владелец концернa мебельной промышленности Литвы («SBA», чьи предприятия специализируются на выпуске мебели и текстиля), владеет 90 % акций. Управляет несколькими мебельными холдингами, общие активы которых оцениваются в сумму 100 миллионов евро.
Арунас Мартинкявичюс создаёт торговую сеть в Латвии. С 2005 года является одним из покровителей и меценатов Вильнюсского Университета.
В 2003 году получил командорский крест ордена «За заслуги перед Литвой».